# Mancelos
Mancelos es una freguesia portuguesa situada en el municipio de Amarante. Según el censo de 2021, tiene una población de 2829 habitantes.
Entre los lugares de Mancelos se encuentran Manhufe, Pidre, Padrão, Gateira, Boavista, Troxainho, Nogueira, y Monte e Serra da Água e Leite.
Limita al norte con la freguesia de Freixo de Cima; al noreste con las freguesias de Santiago de Figueiró y Santa Cristina de Figueiró; al oeste con las freguesias de Travanca y Vila Meã, al sur con la freguesia de Real, al sudeste con las freguesias de Banho e Carvalhosa, y al este con las freguesias de Freixo de Baixo y Fregim.

## Historia
El topónimo de Mancelos procede de Minutiellus, un diminutivo del nombre romano Minutius.
El antiguo municipio de Santa Cruz de Riba Tâmega fue vicaría de presentación ordinaria y cabeza del coto de Mancelos.
Formó parte de este antiguo municipio hasta el 24 de octubre de 1855.
El rey Sancho I de Portugal concedió carta foral a esta freguesia y Alfonso II le otorgó el título de villa.
En el año 1110 Mem Gonçalves da Fonseca y Maria Paes Tavares ordenaron la construcción de un convento, el monasterio de Mancelos, que alojó a una comunidad de cartujos de la orden de San Agustín hasta 1540.
Posteriormente el rey Juan III legó el monasterio a los frailes dominicos de Gonçalo de Amarante, acto que confimó el Papa Pablo III en 1542.
Cabe señalar que en el cartulario del convento de San Gonzalo de Amarante existió un documento de Afonso Henriques que mencionaba la donación de una carta de coto en 1131 al monasterio de Mancelos y las tierras adyacentes, por la cantidad de doscientos módios, a Raimundo Garcia, Pedro Nunes, Gondezendo Nunes y Soeiro Pimentel, por servicios prestados al monarca.
Los privilegios conferidos por aquel documento al prior del convento incluían elegir al "juez del coto" y redirigir "una carta de oidor o de magistrado".
En esta localidad, más precisamente, en el lugar de Manhufe, todavía se conservan varias casas rurales y allí se libró una batalla durante la invasión napoleónica en 1809.
El histórico pintor modernista Amadeo de Souza-Cardoso nació en Mancelos, en el lugar de Manhufe.

## Patrimonio histórico
- Monasterio de San Martín de Macelos
- Casa de Amadeo de Souza-Cardoso
- Capilla de Nuestra Señora de la Concepción
- Capilla de Nuestra Señora de la Encarnación
- Capilla de Nuestra Señora de Fátima
- Capilla de San Antonio
- Capilla de San Sebastián
- Crucero